# Mia Milia
Mia Milia (gr. Μιά Μηλιά, tur. Haspolat) – wieś na Cyprze, w dystrykcie Nikozja.